# Patrick Robinson (schrijver)
Patrick Robinson ( 21 januari 1940) is een Britse schrijver en voormalig columnist van de krant London Daily Express.

## Bestsellers
In 1985 brak hij door met het boek Born to Win over John Bertrand, die in 1983 America's Cup won. Het werd een internationale bestseller. In 1989 schreef hij in samenwerking met Oxford University's roeicoach Daniel Topolski het boek True Blue, over de Oxford Boat Race. Dit boek won de prijs voor sportboek van het jaar in Groot-Brittannië en werd later verfilmd. Ook schreef hij een biografie van Sir  Sandy Woodward, de commandant van de Britse vloot in de Falklandoorlog.
Robinson woont beurtelings in Dublin, Ierland en in Cape Cod (Massachusetts).

### Fictie
- Nimitz Class   (1997)
- Kilo Class (1998)
- H.M.S. Unseen (1999)
- USS Seawolf (2000)
- The Shark Mutiny (2001)
- Barracuda 945 (2003)
- Scimitar SL-2 (2004)
- Hunter Killer (2005)
- Ghost Force (2006)
- To the Death (2008)

### Non-fictie
- Classic Lines
- The Golden Post
- Horse Trader
- Decade of Champions
- Born to Win
- True Blue: Oxford Boat Race Mutiny (met Dan Topolski)
- One Hundred Days

- Bibsys: 9068380
- Bibliothèque nationale de France: cb127107134 (data)
- CiNii: DA14174917
- Gemeinsame Normdatei: 132474107
- International Standard Name Identifier: 0000 0001 1688 8698
- Library of Congress Control Number: n80123414
- Nationale Bibliotheek van Letland: 000039998
- Bibliotheek van het Japanse parlement: 00679067
- Nationale Bibliotheek van Tsjechië: xx0032501
- Nationale bibliotheek van Australië: 35636552
- Nationale Bibliotheek van Israël: 987007312973605171
- Nationale Bibliotheek van Polen: a0000001263173
- Nationale en Universitaire bibliotheek Zagreb: 000566128
- Nederlandse Thesaurus van Auteursnamen: 110632850
- Istituto Centrale per il Catalogo Unico: RAVV099529
- Système universitaire de documentation: 069814953
- Trove: 1023129
- Virtual International Authority File: 94354250
- WorldCat: E39PBJg4mYwF8JwRTwqGxghT73